# Bonne Nuit
Bonne Nuit (en jersiais : Bouonne Niet) est une baie située dans la Vingtaine du Nord de l'île de Jersey. La baie se niche entre le cap de Frémont à l'Ouest et le cap de La Crête à l'Est. Elle donne sur une plage de galets.
En 1150, une chapelle dédiée à Sainte-Marie et située à Saint-Jean a été donnée à l'abbaye de Saint-Sauveur-le-Vicomte en Normandie continentale. Elle a été surnommée la chapelle de Bona Nocte. Un prieuré fut par la suite édifié et des terres furent rattachées à ce lieu de culte. En 1413, tous les prieurés étrangers furent supprimés et le lieu du site médiéval demeure inconnu.
La baie a été utilisée pour la contrebande durant les XVIIe siècle et le XVIIIe siècle. En 1736, une première fortification fut construite avec deux canons. La menace d'une invasion française a conduit à la construction d'un fortin au cap de La Crête, surplombant à la fois la baie Bonne Nuit et le côté de la baie du Havre Giffard, entre 1816-1834. Le Fort La Crête est devenu la résidence d'été officielle du lieutenant-gouverneur de Jersey.
En 1872, des quais furent construits par les États de Jersey à la fois pour les bateaux des pêcheurs et pour la carrière du mont Mado.
Le Cheval Guillaume, est une formation rocheuse située dans la baie. Selon la légende, la roche est les restes pétrifiés d'une ondine qui a pris la forme d'un cheval qui a enlevé et noyé un homme appelé Guillaume pour avoir enlevé sa fiancée Anne-Marie.

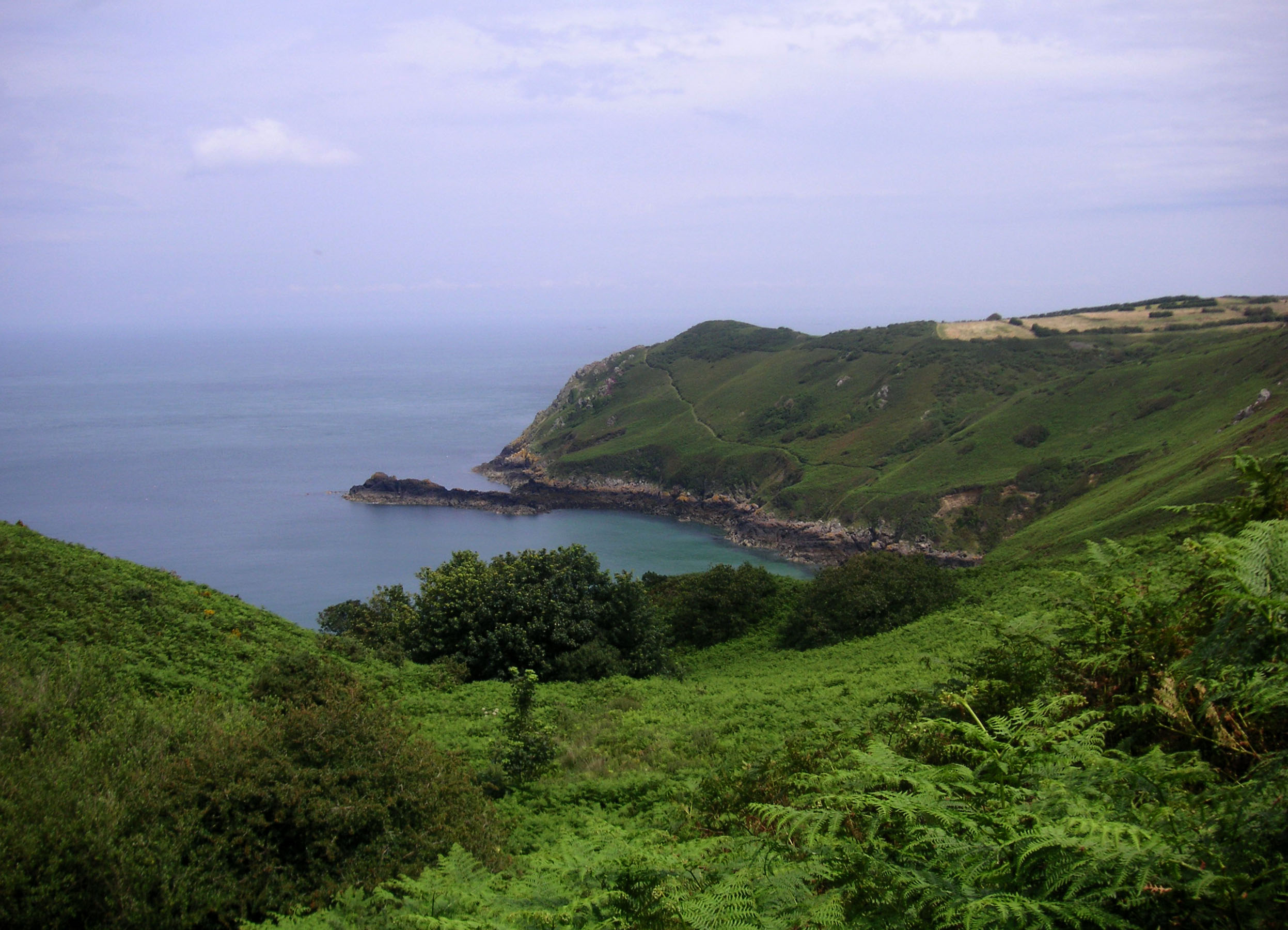
La baie Bonne Nuit vue de l'Ouest